# Hemimycena subimmaculata
Hemimycena subimmaculata es una especie de hongo basidiomiceto de la familia Mycenaceae, del orden  Agaricales.

## Sinónimos
- Helotium subimmaculatum (Redhead, 1982)
- Hemimycena subimmaculata (R.H. Petersen & Vesterh, 1990)
- Marasmius subimmaculatus (Murrill, 1916)
- Mycena subimmaculata (A.H. Sm., 1947)
- Omphalia subimaculata (Lloyd, 1936)
- Omphalopsis subimmaculata (Murrill)